# Platambus lindbergi
Platambus lindbergi är en skalbaggsart som beskrevs av Borislav Guéorguiev 1963. Platambus lindbergi ingår i släktet Platambus och familjen dykare. Inga underarter finns listade i Catalogue of Life.